# Lassi Etelätalo
Lassi Etelätalo (* 30. April 1988 in Joensuu) ist ein finnischer Leichtathlet, der sich auf den Speerwurf spezialisiert hat.

## Sportliche Laufbahn
Lassi Etelätalo tritt seit 2005 in Wettkämpfen im Speerwurf an. 2007 qualifizierte er sich für die U20-Europameisterschaften in Hengelo. Dort kam er in der Qualifikation auf eine Weite von 66,88 m, womit er als 15. ausschied. Im Jahr darauf warf er dann konstant über die 70-Meter-Marke. 2009 verbesserte er sich im Juni zunächst auf 79,70 m und trat einen Monat später bei den U23-Europameisterschaften in Kaunas an. Dabei gelang ihm der Einzug in das Finale, in dem er auf eine Weite von 75,21 m kam, mit denen er den neunten Platz belegte. Im August belegte er den siebten Platz bei den finnischen Meisterschaften. In den folgenden Jahren konnte er sich nur geringfügig und in weit auseinanderliegenden Abständen verbessern. So warf er 2011 mit einem Wurf auf 84,41 m zwar erstmals über 80 Meter, konnte sich seitdem aber bislang nur noch einmal 2014, dann auf 84,98 m, steigern.
Mit seinem Wurf knapp unterhalb von 85 Metern gelang ihm 2014 die Qualifikation für die Europameisterschaften in Zürich. Dort zeigte er im Finale mit 83,16 m seine zweitbeste Leistung in der Saison und verpasste damit als Vierter knapp den Sprung auf das Podest. In die Nähe dieser Weiten kam er in den folgenden Jahren zunächst nicht, wobei er im Jahr 2015 überhaupt keinen Wettkampf bestritt. Erst 2019 gelangen ihm wieder konstant Würfe über 80 Meter, die ihm auch die Qualifikation für die Weltmeisterschaften in Doha einbrachten. Vor den Weltmeisterschaften wurde er im August erstmals Finnischer Meister. In Doha gelang Etelätalo dann der Einzug in das Finale. Darin erreichte er eine Bestweite von 82,49 m, womit er, in einem leistungsmäßig durchwachsenen Wettkampf, erneut als Vierter die Medaillenränge knapp verpasste. Dennoch stellte dieses Ergebnis seinen bislang größten sportlichen Erfolg dar. 2020 und 2021 gelang es ihm seinen Finnischen Meistertitel gegen die nationale Konkurrenz zu verteidigen. Im Alter von 33 Jahren gelang ihm anschließend zum ersten Mal die Qualifikation für die Olympischen Sommerspiele. In Tokio erreichte er mit der zweitgrößten Weite seiner Karriere von 84,50 m das Finale der zwölf Besten und erzielte darin eine Weite von 83,28 m, mit der er auf dem achten Platz landete. 
2022 konnte er bei den Weltmeisterschaften in Eugene erneut das Finale erreichen. Darin belegte er mit seiner Saisonbestweite von 82,70 m den sechsten Platz. Einen Monat später trat er bei den Europameisterschaften in München an. Im Finale steigerte er seine zuvor seit acht Jahren bestehende Bestweite auf 86,44 m und feierte mit dem Gewinn der Bronzemedaille den größten Erfolg seiner sportlichen Karriere.

## Wichtige Wettbewerbe
| Jahr                 | Veranstaltung             | Ort                  | Platz                | Disziplin            | Weite                |
| Startet für Finnland | Startet für Finnland      | Startet für Finnland | Startet für Finnland | Startet für Finnland | Startet für Finnland |
| -------------------- | ------------------------- | -------------------- | -------------------- | -------------------- | -------------------- |
| 2007                 | U20-Europameisterschaften | Hengelo              | 15.                  | Speerwurf            | 66,88 m              |
| 2009                 | U23-Europameisterschaften | Kaunas               | 9.                   | Speerwurf            | 75,21 m              |
| 2014                 | Europameisterschaften     | Zürich               | 4.                   | Speerwurf            | 83,16 m              |
| 2019                 | Weltmeisterschaften       | Doha                 | 4.                   | Speerwurf            | 82,49 m              |
| 2021                 | Olympische Sommerspiele   | Tokio                | 8.                   | Speerwurf            | 83,28 m              |
| 2022                 | Weltmeisterschaften       | Eugene               | 6.                   | Speerwurf            | 82,70 m              |
| 2022                 | Europameisterschaften     | München              | 3.                   | Speerwurf            | 86,44 m              |

## Leistungsentwicklung

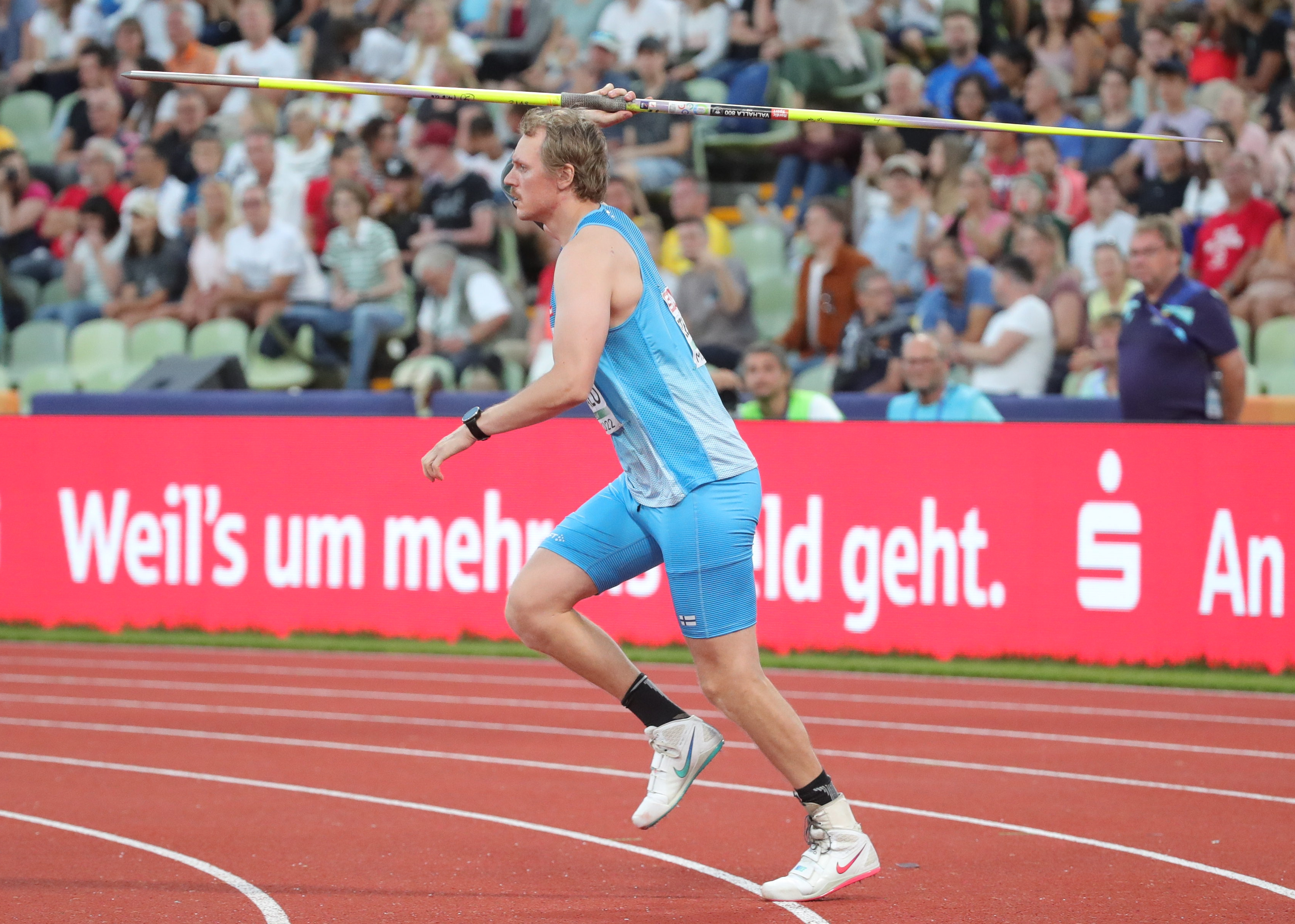
Lassi Etelätalo, 2022

- 2005: 61,81 m
- 2006: 66,70 m
- 2007: 68,81 m
- 2008: 76,07 m
- 2009: 79,70 m
- 2011: 84,41 m
- 2014: 84,98 m
- 2022: 86,44 m